# María Sirvent Cantón
María Sirvent Cantón (Jaén, 2 de febrero de 1980) es una escritora española.

## Biografía
María Sirvent nació en Jaén en 1980. Su primera novela, Si supieras que nunca he estado en Londres, volverías de Tokio, se publicó en 2010 y fue apadrinada por Ray Loriga y por Bryce Echenique. Diez años más tarde vería la luz su segunda novela, Los años impares.

## Obra

### Novela
- Si supieras que nunca he estado en Londres, volverías de Tokio. El Aleph. 2010.
- Los años impares. Espasa. 2020.

### Obra colectiva
- Landismo, de VV. AA., con el relato "El abuelo era landista y nadie lo sabía". Libros de Ruta Ediciones S. L. 2023.

- Datos: Q114299250